# Identidade de Vaughan
Em Matemática, identidade de Vaughan é uma identidade descoberta por Robert Charles Vaughan em 1977, que pode ser usada para simplificar os trabalhos de Vinogradov sobre somas trigonométricas. Pode ser usado para estimativa de somas da forma
{\displaystyle \sum f(n)\Lambda (n)}
onde f é alguma função de inteiros positivos n, cujos valores em aplicações são frequentemente raízes da unidade, e ainda Λ é a função de von Mangoldt.
A identidade de Vaughan tem sido usada para simplificar a prova do teorema de Bombieri–Vinogradov e no estudo de somas de Kummer.
Esta identidade foi generalizada por Heath-Brown (1982).